# Байкал (Нуримановский район)
Байкал (баш. Байкал) — деревня в Нуримановском районе Башкортостана, входит в состав Никольского сельсовета.

## Географическое положение
Расположена на правом берегу реки Салдыбаш между селом Никольское (на востоке) и деревней Юрмаш (на западе). Находится в 6 км к востоку от села Красная Горка и в 60 км к северо-востоку от Уфы.
Вблизи деревни проходит автодорога Новый Субай — Красная Горка.

## Население
| 2002 | 2009 | 2010 |
| ---- | ---- | ---- |
| 76   | ↗87  | ↘77  |

Согласно переписи 2002 года, преобладающая национальность — марийцы (80 %).